# Eric Miller
Eric Miller (* 15. Januar 1993 in Jacksonville (Florida)) ist ein US-amerikanischer Fußballspieler.

## Werdegang

### Jugend
Miller spielte in seiner Jugend an der Minnesota Thunder Academy Fußball. Während seiner Zeit an der Creighton University spielte er für die Auswahl der Universität, den Creighton Bluejays, für die er insgesamt 63 Spiele bei vier Toren absolvierte.

### Vereinskarriere
2012 begann Miller seine Vereinskarriere bei der U-23-Auswahl der Portland Timbers. Er kam dort 2012 und 2013 in insgesamt zwölf Ligaspielen zum Einsatz, in denen er drei Tore erzielen konnte.
Am 2. Januar 2014 unterschrieb Miller einen Vertrag bei Generation Adidas. Während des MLS SuperDraft am 15. Januar wurde er in der ersten Runde von Montreal Impact als Spieler ausgewählt und ist seitdem bei den Kanadiern als Profispieler unter Vertrag. In der Saison 2014 konnte Miller sich als Stammspieler in der linken Außenverteidigung etablieren und absolvierte 21 Saisonspiele. Mit Montreal konnte er die Canadian Championship, den kanadischen Pokalwettbewerb, gewinnen. Insgesamt wurde er für Impact in 30 Ligaspielen eingesetzt.
Vor Beginn der Saison 2016 wechselte Miller zum Ligakonkurrenten Colorado Rapids.

### Nationalmannschaft
Aufgrund seiner Leistungen für die Universitätsauswahl wurde er in die U-18- und U-20-Nationalmannschaft der USA berufen. Er spielte für die U-20-Auswahl beim Turnier von Toulon und bei der U-20-Weltmeisterschaft 2013.

### Erfolge
Canadian Championship
2014

## Privates
Miller hat zwei Geschwister, eine Schwester und einen Bruder. Er studierte Ökonomie an der Creighton University. Sein Großvater Jim war Spieler der Universitätsauswahl der University of Wisconsin.